# Malakai Bayoh
Pour les articles homonymes, voir Bayoh.
 (décembre 2023).
Malakai Bayoh est un chanteur britannique. 
Il est surtout connu pour ses performances d'opéra et son premier album Golden chez Universal en 2023.

## Biographie
Malakai Bayoh commence sa carrière à l'opéra avec un rôle dans La Flûte enchantée de Mozart. En 2022, il joue le rôle d'Oberto dans l'opéra de Haendel Alcina au Royal Opera House de Londres.
En décembre 2022, Classic FM publie un enregistrement d'un duo de Bayoh avec l'ancien enfant prodige Aled Jones, chantant ensemble la chanson de Noël O Holy Night. L'année suivante, en 2023, Malakai Bayoh sort son premier album Golden, édité par Universal. Il atteint la première place des charts de musique classique britannique. L'album a également atteint la première place du palmarès des albums classiques traditionnels de Billboard. Il chante également sur la bande originale du film Maestro.

## Britain's Got Talent
En 2023, Malakai Bayoh atteint le tour final de la seizième saison de Britain's Got Talent.